# Kloster Wörschweiler
Kloster Wörschweiler (Verneri-Villerium) ist eine ehemalige Abtei der Zisterziensermönche im Saarland. Das Kloster liegt beim heutigen Stadtteil Wörschweiler der saarländischen Stadt Homburg im Wald auf einem 315 m hohen Bergrücken oberhalb des Ortes. In der älteren Literatur wird auch der Name Werschweiler benutzt.

## Geschichte
Die Abtei wurde 1131 von Graf Friedrich I. von Saarwerden und seiner Gemahlin Gertrud an der Stelle einer römischen Anlage „Gloria Romanorum“ als Benediktinerkloster gegründet und von Mönchen aus Kloster Hornbach unter einem Prior besiedelt, aber im Jahr 1171 von dem Zisterzienserkloster Villers-Bettnach in Lothringen übernommen und diesem als Tochterkloster unterstellt. Damit gehörte es der Filiation der Primarabtei Morimond an. Ein Klosterhof befand sich in Münchwies. Im Jahr 1558 wurde das Kloster durch den evangelisch gewordenen Herzog von Pfalz-Zweibrücken nach Niedergang im 16. Jahrhundert aufgehoben, jedoch wurden im Kloster Villers-Bettnach weiterhin Äbte für die Besitzungen des Klosters in Lothringen ernannt. 1614 wurde es infolge eines Unglücksfalls bei einem Brand zerstört. Die Wirtschaftsbauten wurden seit 1662 wieder benutzt. Freilegungsarbeiten fanden 1872 bis 1880 statt. Bei Ausgrabungen in den Jahren 1954 bis 1958 wurde die Kirche durch Josef Adolf Schmoll genannt Eisenwerth freigelegt.

## Anlage und Bauten

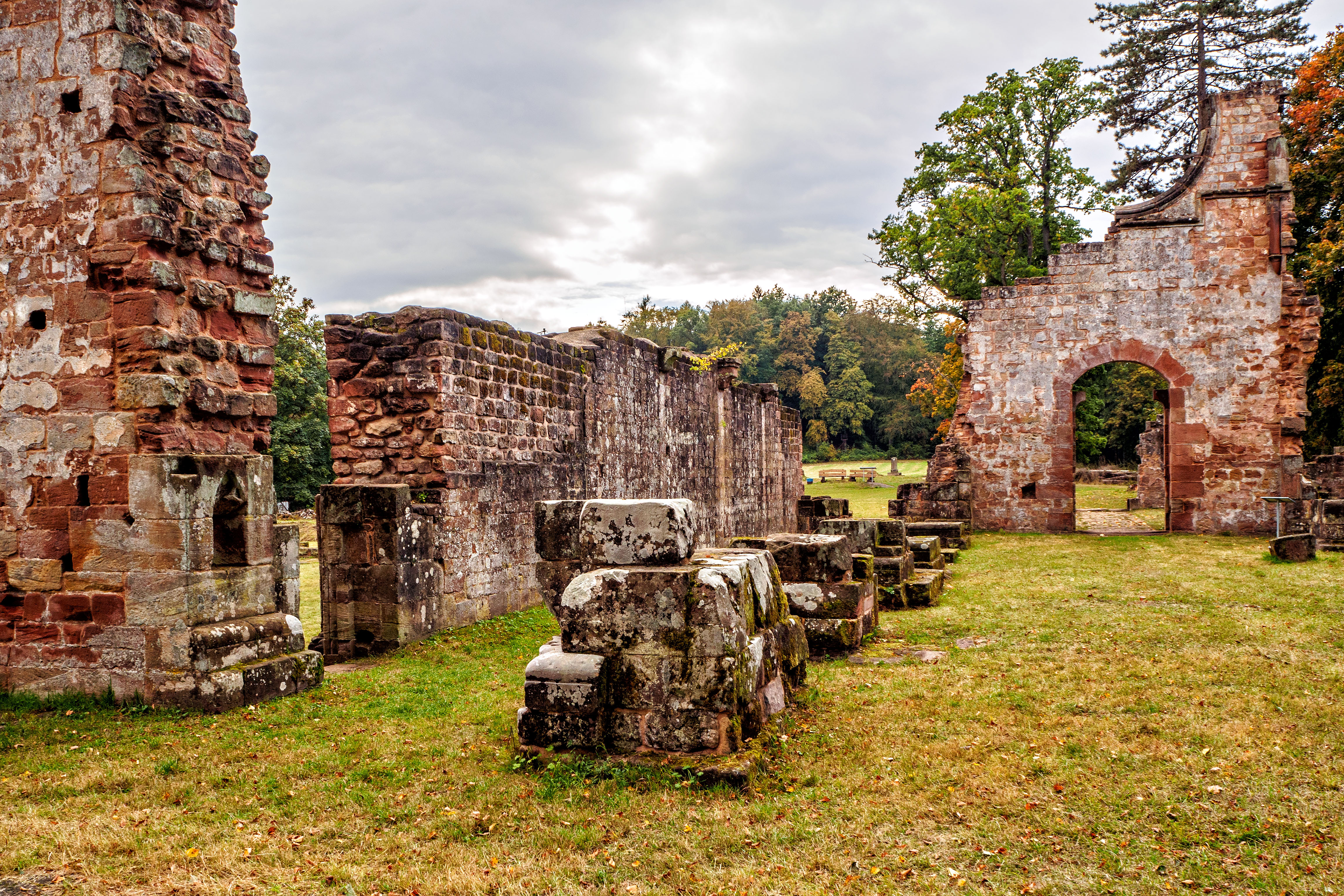
Blick aus dem Inneren der Kirche auf das Portal

Die Höhenlage ist untypisch für einen Zisterzienserbau, aber auf die frühere Zugehörigkeit zum Benediktinerorden zurückzuführen (vgl. Kloster Disibodenberg). Im Übrigen entsprach die Anlage der ca. 1265 errichteten dreischiffigen, gewölbten Kirche, einer Pfeilerbasilika aus Sandstein, weitgehend dem zisterziensischen Schema zu dem ein Chor mit geradem Abschluss, ein Querhaus mit je zwei Seitenkapellen an der Ostseite und ein Schiff mit drei Jochen (ein viertes war wohl geplant, wurde aber nicht ausgeführt) im Mittelschiff im gebundenen System mit spitzbogigen Rippengewölben auf kurzen Wandsäulen sowie Gratgewölben in den Seitenschiffen gehörten. Die Westfassade weist ein dreifach gestuftes Säulenportal und Reste einer großen Fensterrose auf. Die Kirche, die Verwandtschaft mit der in Kloster Eußerthal (ebenfalls einer Tochtergründung von Villers-Bettnach), zeigt, hatte eine im 14. Jahrhundert errichtete große quadratische Vorhalle mit Mittelsäule, die sich über das Mittelschiff und das nördliche Seitenschiff erstreckte. Die Klausur lag südlich (rechts) von der Kirche. An der Südseite des Kreuzgangs lag ein auffällig kleines Brunnenhaus, das nicht von einer Quelle, sondern von einem Brunnen gespeist wurde. Der Konversenflügel war durch eine Klostergasse vom Kreuzgang getrennt (vgl. z. B. Kloster Eberbach). Der Kapitelsaal war durch zwei Säulen gegliedert. Die Anlage ist in ruinösem Zustand erhalten. Erhalten sind auch zahlreiche Grabplatten, die teils vor Ort aufgestellt wurden, teils im Römermuseum Schwarzenacker verwahrt werden.

## Zeichnung von 1810

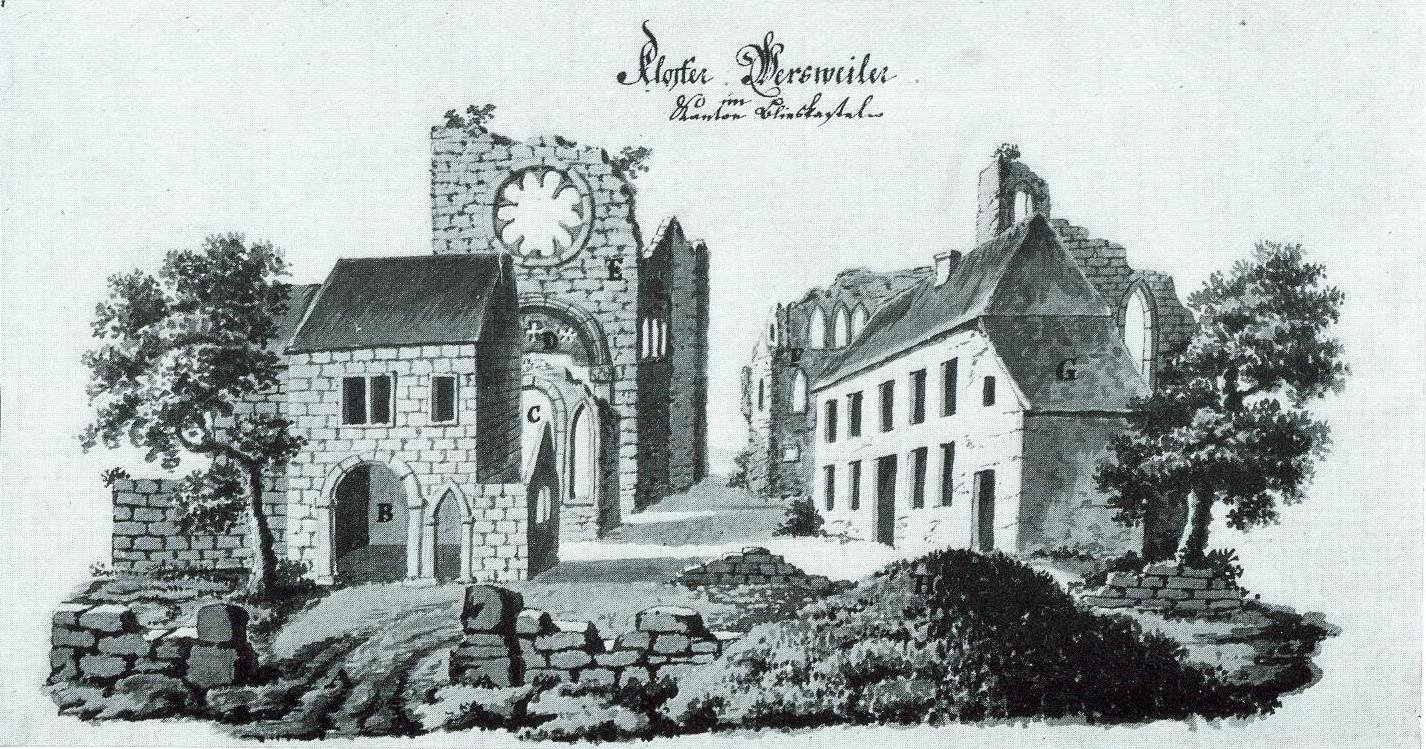
Kloster Wörschweiler von Franz Carl Derkum (1810), Stadtbibliothek Trier, Handschrift Nr. 1831/964

Erklärung der Abzeichnung (Text aus der Handschrift Nr. 1831/964, Stadtbibliothek Trier)
A Erstes Tor mit einer Vormauer, welches kaum noch 2 Schuh aus der Erde mit Quader hervorragt.
B Zweites Tor und eine Nebentür, unverlegt von Quadern nebst einer zweiten Mauer.
C Eingang in der Vorkirche. – Nach alter Sitte der Platz der Büßenden.
D Haupteingang zur Kirche, welche alle vier Eingänge gewissermaßen in einer Richtung standen. – Die Bauart des Eingangs ist nach dem Geschmack vom 15. Jahrhundert. – Auf dem Oberen Stein ist ein Kreuz nebst 2 Rosen sichtbar.
E Die "Kirchengebäude mit dem noch bestehenden großen runden Kirchenfenster nach Westen? und an der äußeren Seite noch sichtbare Halbepfeiler zum Umgangsgewölbe. – Alles von Quadern.
F Das Kapitelhaus, hinter welchem noch mehrere Fundamente von Gebäuden, Kellergewölben, Brunnen etc. gegen die östliche ablaufende Bergspitze merkbar sind.
G Das dermalige Hofgebäude.
H Ein merkwürdiger, nicht von der Natur, sondern durch Menschenhände aufgeführter Hügel, ungefähr 28 bis 30 Schuh hoch. – Er liegt in einiger Entfernung vom ersten Eingang des Klosters – der entweder in dem stürmischen Mittelalter zur Verteidigung diente, weil der Berg, worauf das Kloster stehet – mit dem fortlaufenden Teil hier einen engen Paß bildet, – oder aus den Zeiten der Römer, die so häufige Monumenten in diesem Bezirk hinterließen, vielleicht ein – Grabmal – einschließet.